# San Antonio-klass
San Antonio-klass är en fartygsklass med amfibiefartyg byggda för USA:s flotta. De är konstruerade för mångsidighet och kunde därför ersätta flera tidigare fartygsklasser, som Austin-, Anchorage- och Newport-klasserna.

## Konstruktion

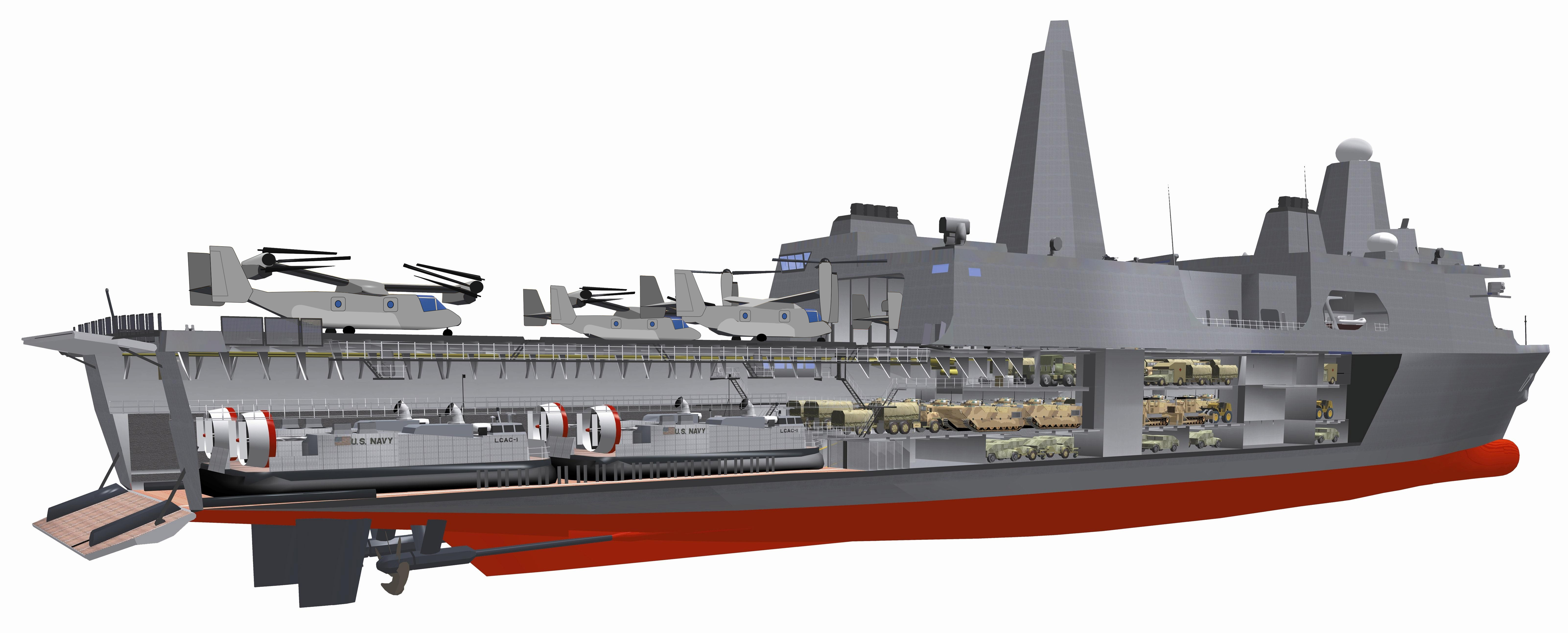
En genomskärning som visar welldäck med två stycken LCAC-svävare, flygdäck med tre stycken V-22 Osprey och tre fordonsdäck.

San Antonio-klassen byggdes för att förse USA:s marinkår med en modern plattform för amfibieoperationer. Stor vikt har lagts på skydd genom splitterskydd, minimerad radarmålyta, och luftförsvar i form av Rolling airframe missile och Evolved Sea Sparrow Missile. San Antonio-klassen är med sina drygt 25 000 ton 45% större än Austin-klassen trots att de inte kan lasta lika mycket trupp. Fokus har i stället lagts på ett welldäck stort nog för två LCAC-svävare och större kapacitet för stridsfordon och amfibiebandvagnar.

## Fartyg i klassen

### USSSan Antonio(LPD-17)
Kölsträckt: 9 december 2000, Sjösatt: 12 juli 2003, Tagen i tjänst: 14 januari 2006

San Antonio är det första fartyget i USA:s flotta att namnges efter San Antonio, Texas. Hon skulle ha tagits i tjänst redan 17 juli 2002, men bygget drabbades av upprepade förseningar. I december 2004 bogserades hon från New Orleans till Pascagoula, Mississippi för färdigställande. I augusti 2005 försenades bygget ytterligare av orkanen Katrina då det nästan färdiga fartyget användes för inkvartering av de som blivit hemlösa av orkanens härjningar. Den 26 januari 2006 kunde hon till sist tas i tjänst, två och ett halvt år försenad och 840 miljoner dollar dyrare än planerat.
San Antonios första uppdrag var att agera flaggskepp för de amerikanska styrkorna under inledningen av operation Ocean Shield utanför Somalia under våren 2006. För det uppdraget stationerades prickskyttar, militärpoliser och AH-1W Super Cobra attackhelikoptrar från USS Iwo Jima, HH-60 Seahawk-helikoptrar från USS Theodore Roosevelt samt personal från USA:s kustbevakning ombord. Efter tre månader utanför Somalias kust återvände hon till USA för underhåll. Mer än två år senare, i juni 2008, uttryckte marinledningen sitt missnöje med att fartyget fortfarande inte var operationsdugligt. Den 27 augusti 2008 skulle hon avsegla på en patrull tillsammans med Iwo Jima, men problem med rampen till welldäck försenade expeditionen med två dagar. Två månader senare blev hon återigen tvungen att repareras, den här gången i Bahrain, på grund av problem med bränslesystemet. I november 2008 slutade fartygets motorer att fungera på grund av metallspån i reduktionsväxeln. I februari 2009, under en passage av Panamakanalen, slutade styrningen att fungera och fartyget undgick med knapp nöd att gå på grund. Problemen fortsatte och i maj 2011 bröt flottan underhållskontraktet med Earl Industries. I augusti 2011 meddelade flottan att motorproblemen var lösta.

### USSNew Orleans(LPD-18)
Kölsträckt: 14 oktober 2002, Sjösatt: 11 december 2004, Tagen i tjänst: 10 mars 2007

När New Orleans togs i tjänst 10 mars 2007 var hon i likhet med San Antonio två år försenad och mycket dyrare än planerat. I augusti 2008 inspekterades fartyget och bedömdes inte vara stridsdugligt på grund av problem med styrningen, luftkonditioneringen, trasiga hissar etc. I januari 2009 var de flesta felen åtgärdade och New Orleans kunde ge sig iväg på sin första kryssning tillsammans med USS Boxer och USS Comstock. Den 20 mars 2009 kolliderade New Orleans med den atomdrivna ubåten USS Hartford i Hormuzsundet. Vid kollisionen skadades 15 besättningsmän på Hartford medan New Orleans fick en bränsletank uppfläkt och läckte ut cirka 100 m³ dieselolja. New Orleans reparerades i Bahrain och kunde återuppta sin kryssning.

### USSMesa Verde(LPD-19)
Kölsträckt: 25 februari 2003, Sjösatt: 19 november 2004, Tagen i tjänst: 15 december 2007

### USSGreen Bay(LPD-20)
Kölsträckt: 11 augusti 2003, Sjösatt: 11 augusti 2006, Tagen i tjänst: 29 januari 2009

Under 2009 genomfördes tester med AV-8B Harrier II-flygplan ombord på Green Bay för att testa fartygets lämplighet som bas för VTOL-flygplan. Sin första kryssning tillsammans med en stridsgrupp påbörjades i februari 2011 tillsammans med USS Boxer. I mars 2011 skulle stridsgruppen ha genomfört hjälpinsatser efter jordbävningen vid Tohoku, men de blev i stället inkallade för att delta i operation Enduring Freedom. Efter det har hon genomfört ytterligare två kryssningar; En 2013 tillsammans med USS Peleliu och en påbörjad i januari 2015.

### USSNew York(LPD-21)

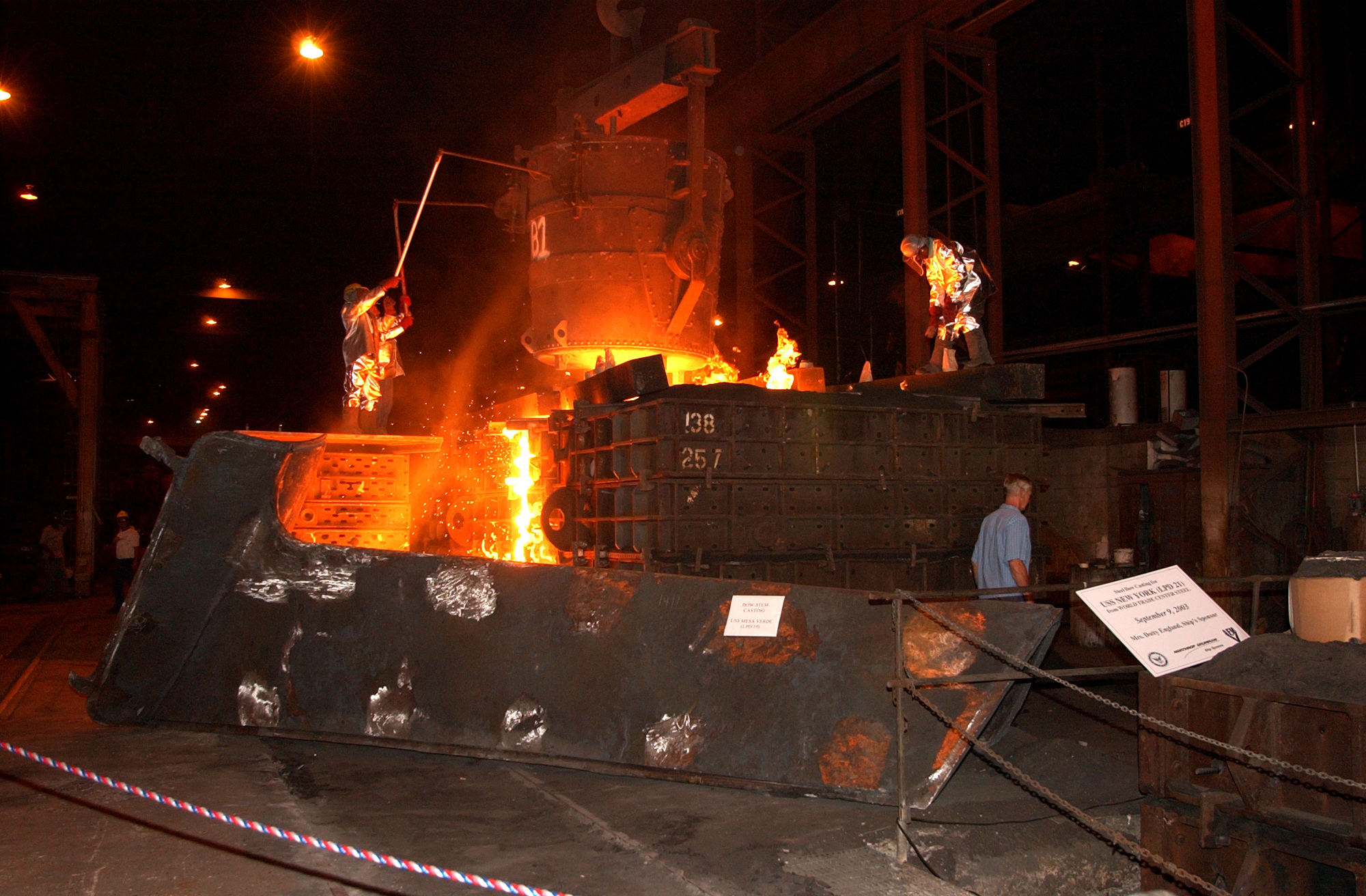
Stål från World Trade Center gjuts till förstäven på New York.

Kölsträckt: 10 september 2004, Sjösatt: 19 december 2007, Tagen i tjänst: 7 november 2009

Efter ett förslag från George Pataki användes knappt 7 ton stål från World Trade Center för att tillverka bogpartiet på New York. Det var en symbolhandling att spillror från 11 september-attackerna återanvändes i Kriget mot terrorismen.
I likhet med sina systerfartyg drabbades New York  av motorproblem och fick därför tillbringa nästan hela 2010 i torrdocka. I juni 2012 påbörjade hon sin första kryssning till Persiska viken tillsammans med USS Iwo Jima och USS Gunston Hall.

### USSSan Diego(LPD-22)
Kölsträckt: 23 maj 2007, Sjösatt: 7 maj 2010, Tagen i tjänst: 19 maj 2012

Fartyget har passande nog Naval Base San Diego som sin hemmahamn. Hösten 2014 påbörjade San Diego sin första kryssning till Persiska viken.

### USSAnchorage(LPD-23)
Kölsträckt: 24 september 2007, Sjösatt: 12 februari 2011, Tagen i tjänst: 4 maj 2013

### USSArlington(LPD-24)

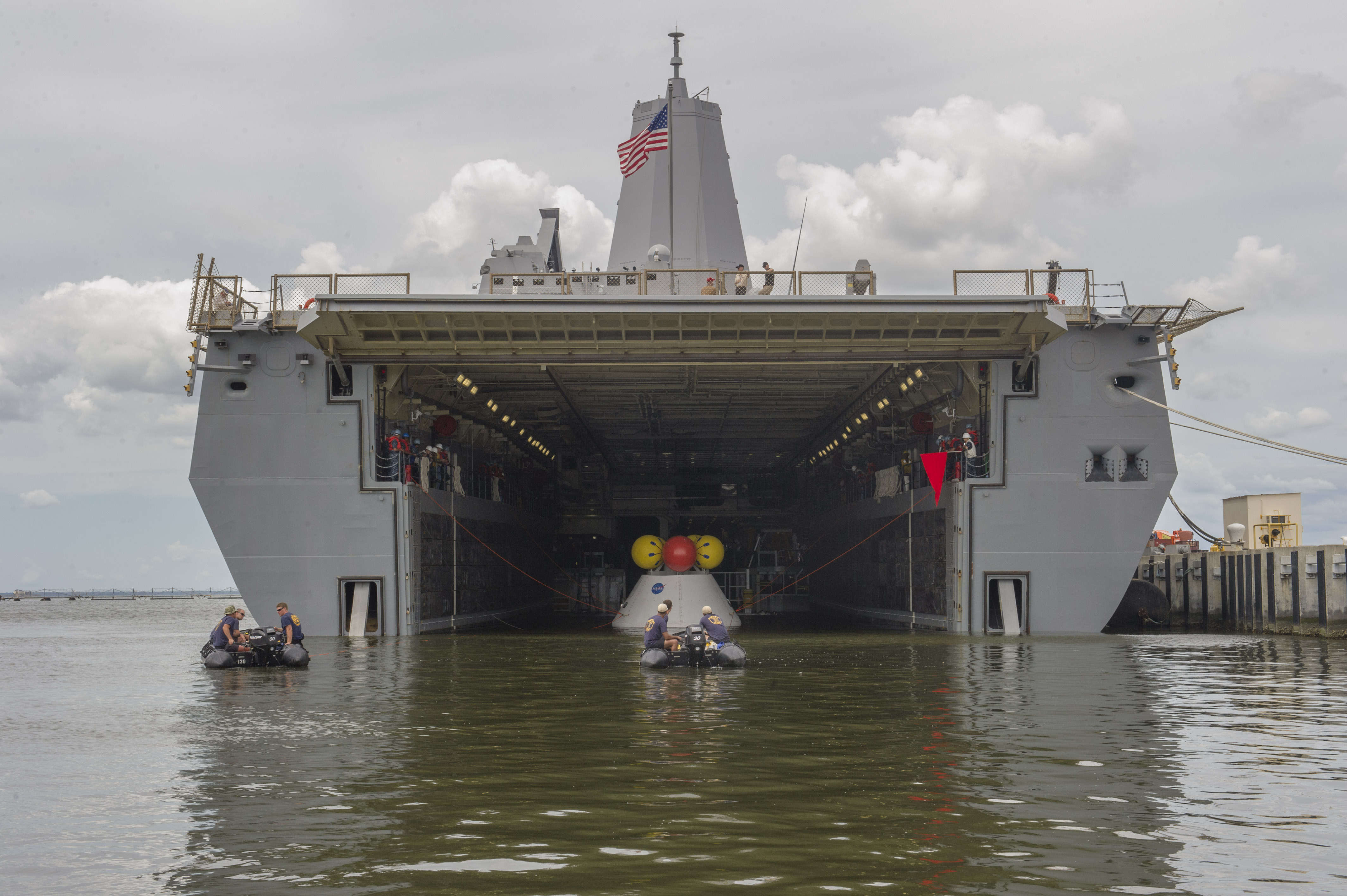
Rymdfarkosten Orion på Arlingtons welldäck.

Kölsträckt: 6 maj 2008, Sjösatt: 23 november 2010, Tagen i tjänst: 8 februari 2013

Hon bär som sina systerfartyg New York och Somerset namn efter de platser där flygplan som användes i 11 september-attackerna kraschade. I augusti 2013 användes Arlington för att bärga NASA:s rymdfarkost Orion.

### USSSomerset(LPD-25)
Kölsträckt: 11 december 2009, Sjösatt: 14 april 2012, Tagen i tjänst: 1 mars 2014

### USSJohn P. Murtha(LPD-26)
Kölsträckt: 6 juni 2012, Sjösatt: 30 oktober 2014, Ännu ej tagen i tjänst (2015)

Medan de övriga fartygen i klassen bär namn efter städer i USA så är John P. Murtha döpt efter kongressmannen John Murtha. Två månades efter Murthas död i februari 2010 beslutade USA:s marinminister Ray Mabus att fartyget skulle namnges efter den före detta marinkårsofficeren Murtha som var den första  Vietnamveteranen att bli invald i USA:s representanthus.

### USSPortland(LPD-27)
Kölsträckt: 2 augusti 2013, Under byggnad (2015)